# Forse forse
Forse forse è un brano musicale scritto da Roberto Pacco e Lorenzo Imerico e interpretato dal cantautore italiano Luca Napolitano, estratto come primo singolo dall'EP, Vai.
Il brano è stato presentato durante la finale dell'ottava edizione del programma Amici di Maria De Filippi svoltasi il 25 marzo 2009. Il brano, pubblicato dalla casa discografica Warner Music Italy, è in rotazione radiofonica dal 27 marzo 2009 ed in contemporanea disponibile per il download digitale. Il singolo ha debuttato nella classifica dei singoli più venduti in Italia il 16 aprile 2009 alla quinta posizione.
Il cantautore in merito al brano ha dichiarato:
(Luca Napolitano)

## Il video
Il video, diretto da Gaetano Morbioli, viene presentato da Luca Napolitano durante la diretta del programma Total Request Live di MTV il 30 aprile 2009.
Girato a Milano tra una scuola di danza e il noto locale Old Fashion, descrive la storia di un ragazzo geloso (interpretato da Luca stesso) la cui ragazza balla con un ballerino un pezzo passionale. Protagonista femminile del video è Alice Bellagamba, al tempo fidanzata dello stesso Luca. Alla fine del video i dubbi sull'epilogo della storia d'amore vengono scacciati da un bacio tra i due protagonisti.

## Tracce
Download digitale
1. Forse forse - 3:34

## Classifiche
| Classifica | Posizione più alta |
| ---------- | ------------------ |
| FIMI       | 5                  |